# Calamo (mitologia)
Càlamo (dal greco antico κάλαμος, «canna») è una figura della mitologia greca, figlio di Meandro, una divinità fluviale. 
Era un bellissimo giovane, la sua storia viene narrata da Eros, nel poema epico intitolato Dionysiaca di Nonno di Panopoli, che cerca così di consolare Dioniso della morte del suo amato Ampelo.
Calamo era innamorato di un suo coetaneo, Carpo (dal greco antico καρπóς, «frutto»), figlio di Zefiro e anch'egli bellissimo. I due amanti vivevano felici del loro amore reciproco, ma durante una gara di nuoto nel fiume Meandro, Carpo fu trascinato indietro da un vento contrario ed affogò. Disperato, anche Calamo si lasciò annegare nelle acque del suo stesso padre, pregando Zeus che gli togliesse la vita e lo riunisse all'amante. Il Dio, toccato dal dolore del giovane, trasformò Calamo in una pianta palustre, di quelle che crescono ordinariamente sulle sponde dei fiumi e alla quale diede il nome di "Calamo", che significa "canna". Gli fu assegnato il compito di sostenere la vite contro il vento, mentre Carpo divenne un frutto del suolo. 